# Agostino Schoeffler
Agostino Schoeffler (Mittelbronn, 22 novembre 1822 – Son Tay, 1º maggio 1851) è stato un presbitero e missionario francese, martire in Vietnam. Beatificato nel 1900, è stato proclamato santo da papa Giovanni Paolo II nel 1988.

## Biografia

### Nascita e formazione
Agostino Schoeffler è nato il 22 Novembre del 1822 nel villaggio di Mittelbronn, nell'allora dipartimento di Meurthe, in Francia. Fu battezzato il giorno seguente nella chiesa parrocchiale di San Martino. Dal 1834 al 1842 ha studiato presso il seminario minore di Pont-à-Mousson e l'università a Phalsbourg. Dal 1842 a 1846 ha studiato filosofia presso il Seminario maggiore di Nancy, dove ha conosciuto Nicolas Krick, oggi servo di Dio. Il 5 Ottobre del 1846, ha iniziato la sua formazione presso seminario della società per le missioni estere di Parigi. Il 29 maggio 1847, Agostino Schoeffler riceve l'ordinazione sacerdotale a Parigi.

### Vita missionaria
Il 18 novembre del 1847, salpò da Anversa alla volta del Tonchino, dove arrivò il 6 luglio dell'anno seguente. Dal suo arrivo alla sua morte ha svolto la sua opera missionaria, apprendendo anche la lingua vietnamita.
Nella primavera del 1850, si recò a nord del Tonchino, dove il vescovo locale gli ordinò di andare ad evangelizzare nei pressi di Son Tay. Il 1º marzo del 1851, padre Schoeffler viene arrestato e, quattro giorni dopo, riconosciuto colpevole di proselitismo fu condannato alla decapitazione. Fu decapitato il 1º maggio dello stesso anno.
Padre Agostino Schoeffler raggiunse il luogo dove fu decapitato col sorriso in volto: appena vi giunse, s'inginocchio, baciò una croce e "offrì" il collo al carnefice. Il capo del martire fu gettato nel fiume Rosso, e non fu mai trovato, ma la folla si precipitò a raccoglierne le reliquie. Alcuni sradicarono fin anche l'erba che era stata macchiata dal suo sangue. Il suo corpo fu sepolto sul luogo della sua esecuzione. Due giorni dopo, alcuni ferventi cristiani locali riesumarono il corpo del martire e gli diedero degna sepoltura.

## La canonizzazione
Il 24 settembre del 1857 papa Pio IX proclamò Agostino venerabile. Fu beatificato da Leone XIII il 7 maggio del 1900 e Giovanni Paolo II lo canonizzò il 19 giugno del 1988 con altri 116 missionari martirizzati in Vietnam.

## Le reliquie
Dal 10 maggio del 2009, una reliquia di sant'Agostino Schoeffler si può trovare nella Chiesa dell'Assunzione della Beata Vergine Maria di Detroit. I discendenti della famiglia del santo vivono in zona e frequentano la chiesa.

## Il culto

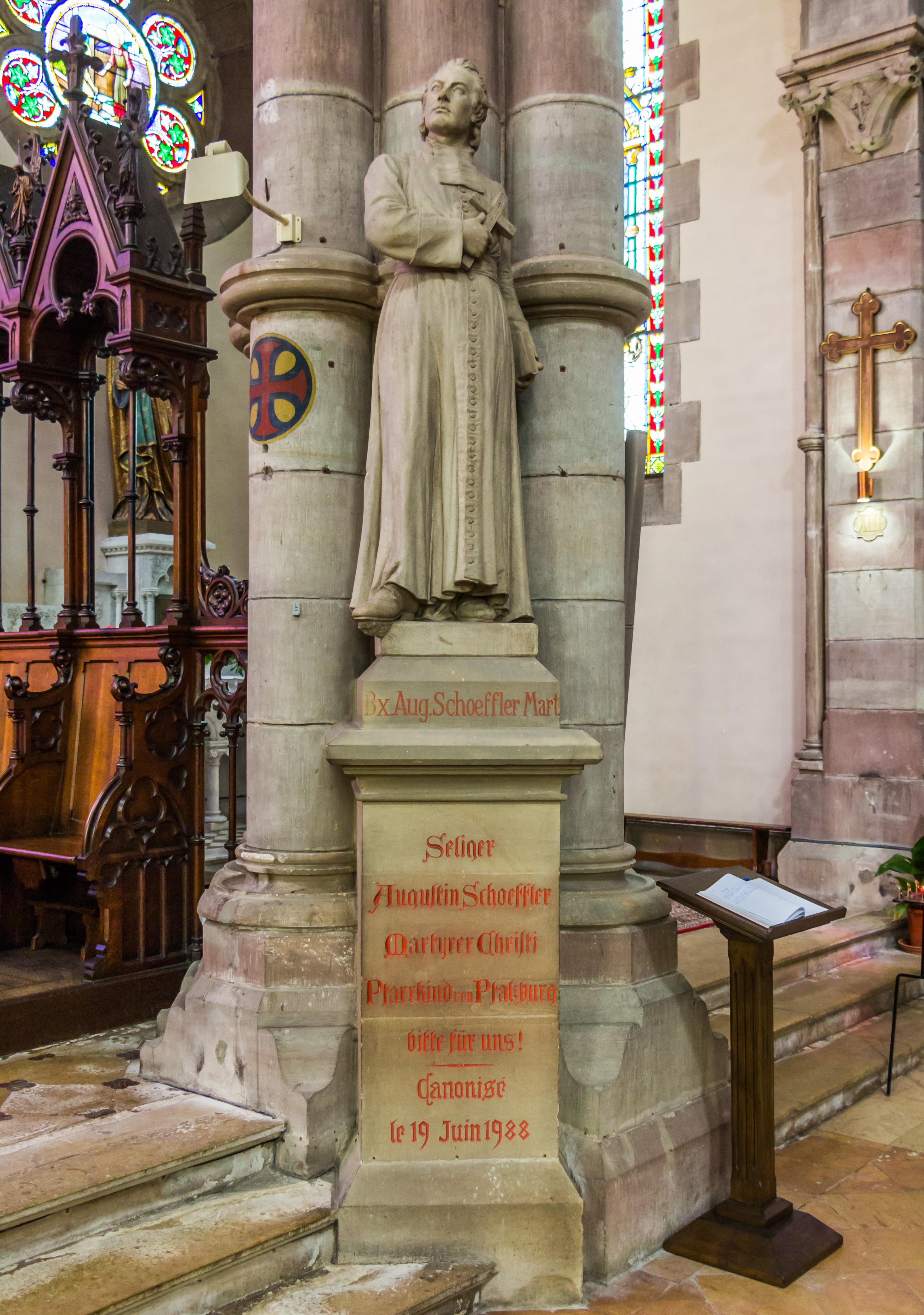
Statua di sant'Agostino Schoeffler, fatta da Louis Stienne, situata nella chiesa dell'Assunzione di Nostra Signora a Phalsbourg)

La Chiesa cattolica la ricorda il 1º maggio (2 maggio nella diocesi di Nancy):
(Martirologio Romano)